# Serhij Reheda
Serhij Wolodymyrowytsch Reheda (ukrainisch Сергій Володимирович Регеда, international nach englischer Transkription Serhiy Reheda; * 6. Februar 1994) ist ein ukrainischer Hammerwerfer.

## Karriere
Serhij Reheda gelangen bisher zwei nationale sowie zwei internationale Erfolge.
So warf Reheda den 5-kg-Hammer bei den Jugendweltmeisterschaften 2011 in Lille, Frankreich, 74,06 m weit, was ihm die Bronzemedaille hinter dem Türken Özkan Baltacı (78,63 m) und Goldmedaillengewinner Bence Pásztor aus Ungarn (82,60 m) einbrachte. 2017 und 2018 konnte sich Reheda mit geworfenen 73,73 m beziehungsweise 70,01 m als Ukrainischer Meister feiern lassen, ehe er sich 2019 bei der Sommer-Universiade im italienischen Neapel mit 74,27 m auf den Silberrang begab.